# الکساندر پوتکین
الکساندر پوتکین (روسی: Алекса́ндр Влади́мирович Пове́ткин؛ زادهٔ ۲ سپتامبر ۱۹۷۹) بوکسور اهل روسیه است. وی قهرمان سنگین‌وزن المپیک ۲۰۰۴ است.
وی همچنین برندهٔ جوایزی همچون نشان دوستی شده‌است.